# Bruynzeel (bedrijf)
Bruynzeel is van oorsprong een Nederlandse timmerfabriek waar deuren en vloeren gemaakt werden. Later kwamen daar producten zoals potloden en keukens bij. Veel hout werd geïmporteerd uit Suriname. De verschillende concerndivisies zijn in de jaren 1980 verzelfstandigd. Anno 2010 wordt onder de naam Bruynzeel vooral keukenmeubilair geproduceerd en verkocht.

## Geschiedenis
Het bedrijf werd op 1 augustus 1897 als Stoomtimmerfabriek De Arend in Rotterdam opgericht door Cornelis Bruynzeel sr. onder de firma C. Bruynzeel & Zonen II. Dit bedrijf produceerde voornamelijk houten vloerdelen, schaverijproducten en tegen 1911 ook schoolbanken.

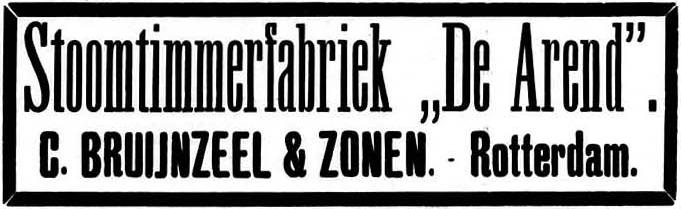
Advertentie van timmerfabriek De Arend. Afkomstig uit De Opmerker (8 juli 1899).

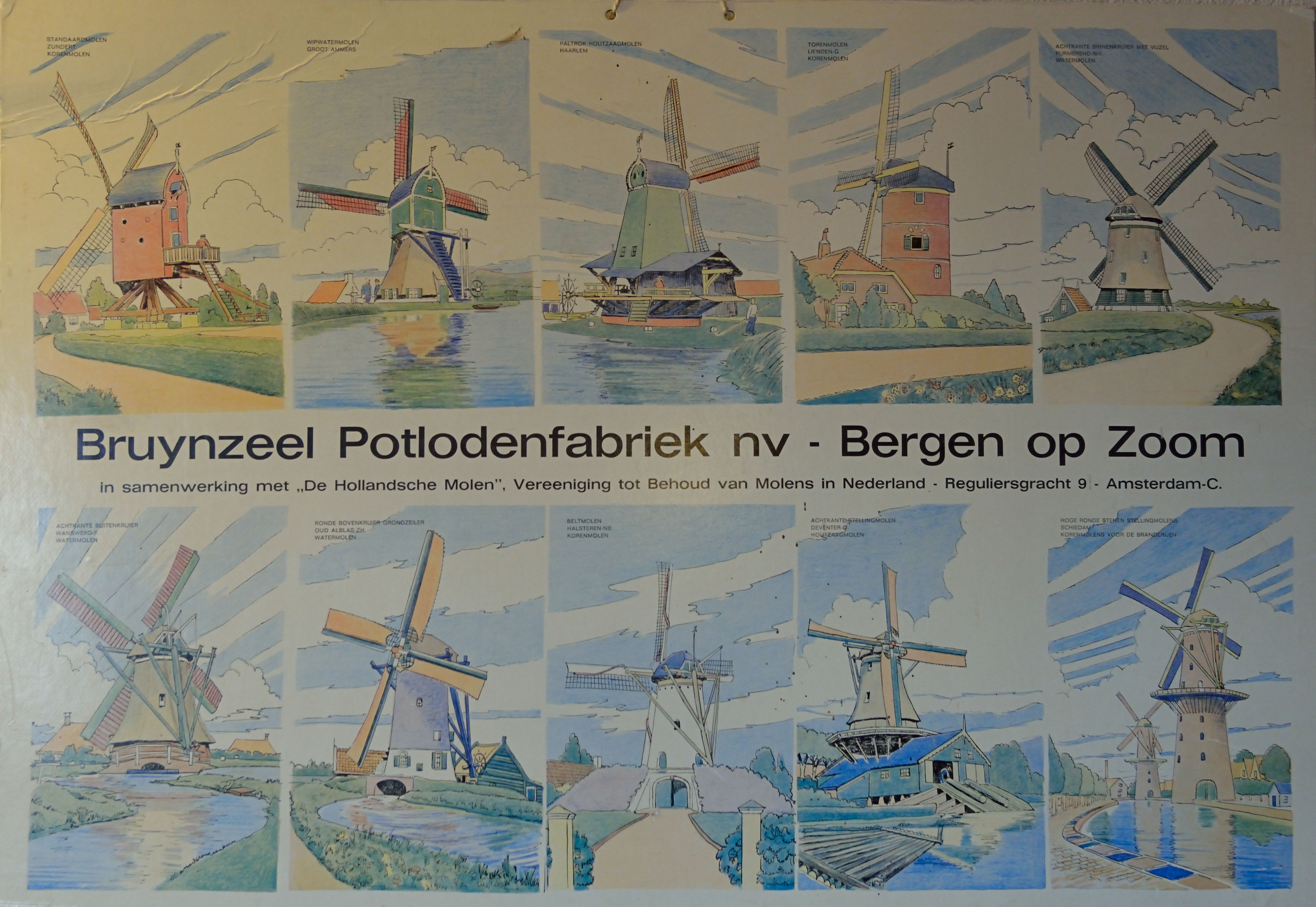
Molentypen

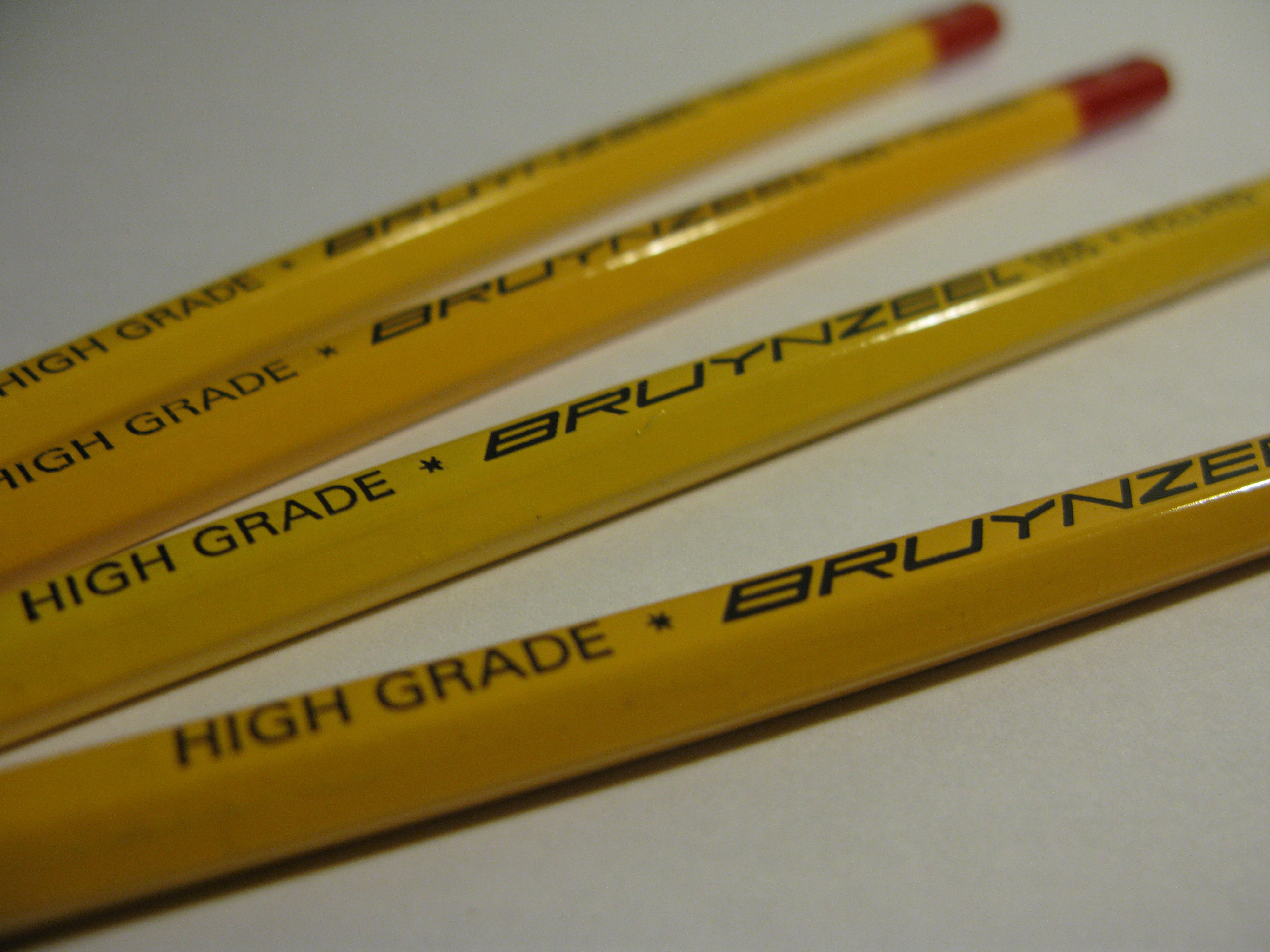
Bruynzeel-potloden

In 1919 brandde De Arend af. Vrijwel direct daarna liet Bruynzeel sr. de fabriek in Rotterdam gedeeltelijk herbouwen en liet hij daarnaast in Zaandam een nieuwe fabriek onder de naam N.V. Hollandsche Deurenfabriek C. Bruynzeel en Zonen bouwen met zijn oudste zoon, Cornelis Bruynzeel jr., als directeur. Deze fabriek, die in 1920 werd voltooid, werd ontworpen door de architect Jan Wils, die later de huisarchitect van het bedrijf zou worden. Wils stond op dat moment te boek als een van de modernste architecten in Nederland. Dat Bruynzeel de moderne kunst een warm hart toedroeg bewijst ook zijn lidmaatschap van de Haagsche Kunstkring en het feit dat hij reclamestands van zijn bedrijf op de Utrechtse jaarbeurs liet ontwerpen door de abstracte schilder Vilmos Huszár (1918) en het duo Piet Klaarhamer en Bart van der Leck (1919). De voor de firma H. Pander & Zonen werkende architect en meubelontwerper Henk Wouda ontwierp omstreeks 1930 de directiekamers te Zaandam.
Tegelijk met de deurenfabriek werd in Zaandam ook een speciale vloerenfabriek gebouwd, Bruynzeel's Vloerenfabriek N.V., met Bruynzeel sr.'s jongste zoon, Willem Bruynzeel, als directeur. In 1928 werd een derde fabriek in Zaandam gebouwd, een schaverij, die onder leiding van Bruynzeel sr. kwam te staan. Daarna werd de fabriek in Rotterdam afgebroken en het terrein verkocht. In 1936 trad Bruynzeel sr. af als directeur van de N.V. Bruynzeel's Schaverij en werd benoemd tot commissaris van de Bruynzeelfabrieken in Zaandam, waar inmiddels een vierde fabriek bij was gekomen: Bruynzeel's Fineerfabriek N.V.

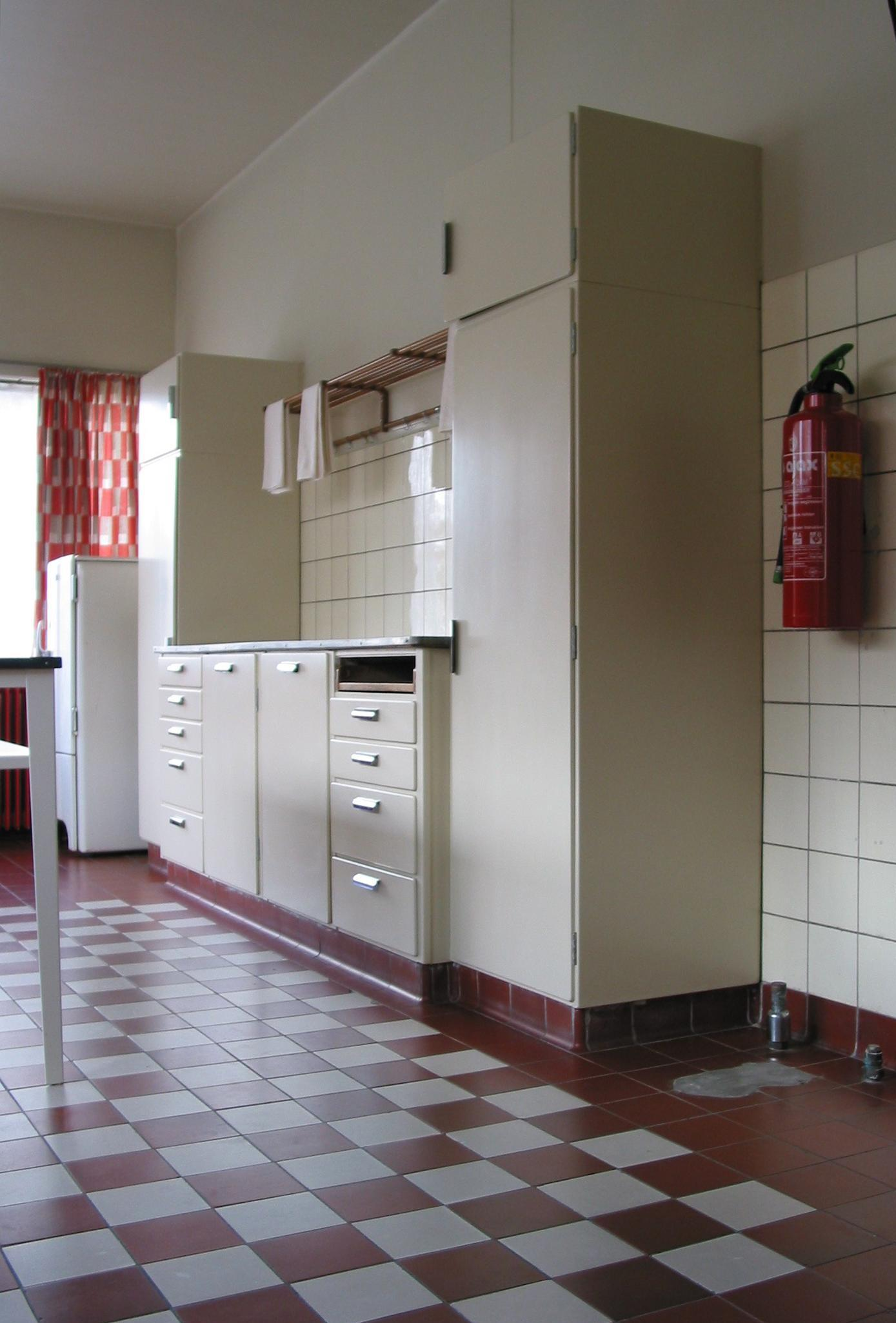
Bruynzeelkeuken uit de jaren dertig. In situ in Huis Sonneveld in Rotterdam.

In 1937 begon het bedrijf met de productie van keukens; de eerste keuken was een ontwerp van opnieuw een bekende ontwerper, namelijk Piet Zwart. De fabricage van keukens was vanaf het begin succesvol, maar vooral door de wederopbouw na de Tweede Wereldoorlog ontstond veel vraag naar de producten van Bruynzeel. Men richtte zich hierbij voornamelijk op nieuwbouwprojecten in plaats van de particuliere markt. De vraag steeg nog eens extra na de ontwikkeling van de Simplo keuken: een eenvoudige en goedkope variant op de standaard-Bruynzeelkeuken. In 1965 had het bedrijf al 28 fabrieken in 14 landen, waar in totaal 12.000 mensen werken.
In 1939 begon Cornelis Bruynzeel jr. met de productie van hechthout, een watervast verlijmde multiplex, voor toepassing in jachtbouw. De zeilboot Valk ontworpen door E.G. van de Stadt is een eerste voorbeeld.
In 1953 startte Cornelis Bruynzeel met de productie van houten archiefstellingen en later, in 1962, werden de mobiele houten stellingen geïntroduceerd die vanaf 1970 ook in staal werden geproduceerd. Dit concept bleek zo succesvol dat in 1972 Bruynzeel Monta Magazijn systemen bv werd opgericht. 
In de jaren zeventig van de 20e eeuw werden de fabrieken in Zaandam opgesplitst. De vloerenfabriek ging naar het Limburgse dorp Cadier en Keer, de keukenfabriek en de potlodenfabriek naar Bergen op Zoom en de schaverij en fineerfabrieken bleven in Zaandam waaronder Bruynzeel Multipanel - Zaandam - Roeselare (B): fabricage van geselecteerde tropische houtsoorten voor de maritieme sector met een optimale en watervaste verlijming, bestand tegen extreme klimatologische invloeden. Andere producten waren hechthout, vloerplaten, antislipstrips, fineer, buigfineer en buigtriplex.
Vanaf 1946 had Bruynzeel een houtwinningsbedrijf in Suriname, de Bruynzeel Suriname Houtmaatschappij, waar Willem Bruynzeel directeur was. In 1956 is Cornelis Bruynzeel naar Zuid-Afrika geëmigreerd, waar hij een fabriek begon in Stellenbosch.
In 1982 gaan de verschillende Bruynzeeldivisies individueel verder, waaronder Bruynzeel-Sakura, Bruynzeel Monta Magazijn Systemen en Bruynzeel Keukens. Bruynzeel Keukens maakt een doorstart onder de leiding van de heer J. Vroom. In 1997 ontwierp Jan des Bouvrie ter gelegenheid van het 100-jarig bestaan van het bedrijf een nieuwe keukenlijn genaamd Module 100, die enkel bestond uit modulaire onderdelen. Dit was zijn eerste keukenontwerp voor Bruynzeel; later ontwierp hij nog een tweetal andere keukens. In 2000 werd de 15 miljoenste keuken geproduceerd. Bij het 110-jarig bestaan in 2007 werd een keuken ontworpen door designer Frederik van Heereveld. Bruynzeel Monta Magazijnsystemen verhuist naar het Limburgse dorp Panningen in 1985, waar de naam in 1991 werd gewijzigd in Bruynzeel Storage Systems bv. De productie werd hier uitgebreid met verrijdbare systemen voor opslag van uiteenlopende zaken zoals o.a. archieven, museumdepots, retail, kantoren en bibliotheken.

## Winkelketen
Momenteel heeft Bruynzeel Keukens in Nederland 35 eigen filialen. Het logo van Bruynzeel Keukens, een arend, is gebaseerd op de naam van de stoomtimmerfabriek De Arend waar het succes van het bedrijf begon.